# امیل آرتین
امیل آرتین (آلمانی: Emil Artin؛ زاده ۳ مارس ۱۸۹۸ درگذشته ۲۰ دسامبر ۱۹۶۲) یک ریاضی‌دان ارمنی‌تبار اهل اتریش و فعال در زمینه جبر بود.

## زندگی‌نامه
وی فرزند سیامک فروشنده آثار هنری و اما لائورا آرتین خواننده اپرا بود در راشنبرگ بوهمیا (اکنون لیبرتس چکسلواکی) رشد کرد و در همان‌جا در ۱۹۱۶ امتحان پایان دوره تحصیلی را گذراند پس از گذراندن یک نیم‌سال در دانشگاه وین به خدمت نظام احضار شد در ژانویه ۱۹۱۹ تحصیلات خود را در دانشگاه لایپزیک از سر گرفت و در آنجا عمدتاً زیر نظر گوستاو هرگلوتس کار می‌کرد در ۱۹۲۱ درجه دکتری گرفت متعاقب این وضع یک سال در دانشگاه گوتینگن گذراند و سپس به دانشگاه هامبورگ رفت و در آنجا نخست به سمت مدرس در ۱۹۲۳ سپس به عنوان استاد فوق‌العاده در ۱۹۲۵ و استادی عادی در ۱۹۲۶ منصوب شد ریاضیات مکانیک و نظریه نسبیت تدریس می‌کرد در ۱۹۲۹ با ناتالیئه یاسنی ازدواج کرد ۸ سال بعد آنها با دو فرزند خود به آمریکا مهاجرت کردند و فرزند سومشان در آنجا به دنیا آمد آرتین یک سال در دانشگاه از ۱۹۳۸ تا ۱۹۴۶ در دانشگاه ایندیانا در بلومینگتن و از ۱۹۴۶ تا ۱۹۵۸ در پرینستن تدریس کرد در ۱۹۵۸ به دانشگاه هامبورگ بازگشت. تا پایان عمر در آنجا به تدریس اشتغال داشت در ۱۹۵۹ با همسر خود متارکه کرد سرگرمی‌هایش عبارت بود از ستاره‌شناسی و زیست‌شناسی. وی در موسیقی نیز ضاحبنظر بود و شخصاً نی هارپیسکورد و کلاویکورد می‌نواخت در ۱۹۶۲ در سیصدمین سال درگذشا بلز پاسکال دانشگاه کلرمون فران فرانسه دکتری افتخاری به آرتین اعطا کرد.

## آثار
- تابع گاما، ترجمهٔ سعید ذاکری، مرکز نشر دانشگاهی، ۱۳۶۹.